# Rejon demidowski
Rejon demidowski – była jednostka administracyjna wchodząca w skład obwodu rówieńskiego Ukrainy.
Rejon utworzony w 1995, miał powierzchnię 377 km². Siedzibą władz rejonu była Demidówka.
Na terenie rejonu znajdowały się: jedna osiedlowa rada i jedenaście silskich rad, obejmujących w sumie 30 miejscowości.

## Miejscowości rejonu
- Beresteczko (Берестечко)
- Bilcze (Більче)
- Boremel (Боремель)
- Chryniki (Хрінники)
- Demidówka (Демидівка)
- Dublany (Дубляни)
- Głęboka Dolina (Глибока Долина)
- Ilpiboki (Ільпибоки)
- Kniahinin (Княгинине)
- Kalinówka (Калинівка)
- Kopań (Копань)
- Lisznia (Лішня)
- Łopawsze (Лопавше)
- Łysin (Лисин)
- Malewo (Малеве)
- Niwy Złoczowskie (Ниви-Золочівські)
- Nowosiółki (Набережне)
- Nowy Tok (Новий Тік)
- Ochmatków (Охматків)
- Paszowa (Пашева)
- Perekale (Перекалі)[2]
- Rohoźne (Рогізне)
- Rudka (Рудка)
- Smyków (Смиків)
- Szybenna (Шибин)
- Tołpyżyn (Товпижин)
- Werbeń (Вербень)
- Wyczółki (Вичавки)
- Wysznewe (Świszczów, Вишневе)
- Wołkowyje (Вовковиї)
- Złoczówka (Золочівка)